# Andreas Richter (Autor)
Andreas Richter (* 7. August 1966 in Hamburg) ist ein deutscher Autor von Regionalkrimis und Mystery-Thrillern, die in Hamburg und Stormarn spielen.

## Leben
Andreas Richter wuchs in Hamburg-Meiendorf als Sohn eines  Unternehmerehepaares auf. Nach dem Abitur begann er an der Universität Hamburg ein Studium der Betriebswirtschaftslehre. 1990, nach vier Semestern, brach er das Studium ab und zog nach Berlin, um sich in der Berliner Niederlassung seines Vaters auf die Unternehmensnachfolge vorzubereiten.
Nach dem Tod des Vaters 1993 führte er in Berlin seinen eigenen Betrieb für Haustechnik. Vier Jahre später verabschiedete er sich aus dem Unternehmertum und zog nach Ahrensburg, um seinen lang gehegten Traum des Schreibens zu verwirklichen. Bereits damals lag eine erste Fassung seines späteren Debütromans „Mobile“ vor.
Die endgültige Version des Mystery-Thrillers fand bei großen Verlagen zunächst keinen Anklang. Schließlich verlegte der kleine Hamburger Verlag Achilla Presse das Buch 1999 mit einer gedruckten Auflage von 50.000 Exemplaren. Das Buch wurde von namhaften Medien rezensiert. Unter anderen die Lübecker Nachrichten und das Magazin Max äußerten sich anerkennend über den Roman, in dem ein über dem Bett eines kleinen Jungen hängendes Mobile zunehmend Macht über das Kind gewinnt. Die Frankfurter Allgemeine Zeitung hingegen zerriss das Buch. Es wurden 500 Exemplare verkauft.
2002 begegnete Richter dem Agenten Roman Hocke, dem literarischen Nachlassverwalter von Michael Ende und Geschäftsführer der AVA International Autoren- und Verlagsagentur, der auch Sebastian Fitzek betreute.  Hocke vermittelte Richter an den Verlag Droemer Knaur. 2003 veröffentlichte Droemer Knaur „Mobile“ in einer überarbeiteten Fassung, nachdem die Rechte kostenfrei von der Achilla Presse zurückerlangt worden waren. Diesmal konnten etwa 15.000 Exemplare verkauft werden.
2004 erschien bei Droemer Knaur Richters zweiter Roman „Friede ihren Seelen“. Richter erzählt hier, wie eine antike Sanduhr eine jahrhundertelange Familiengeschichte mit dem Schicksal eines Starkochs verwebt. Der Verlag entschied sich gegen die Genre-Nennung Mystery-Thriller und setzte stattdessen Psychothriller auf das Cover. „Friede ihren Seelen“ erhielt weniger positive Rezensionen als sein Vorgänger. Die Verkaufszahlen für den Roman, der auch in der Schweiz erschien, blieb mit etwa 4.500 Exemplaren hinter den Verlagserwartungen zurück und der mit Richter über zwei Romane geschlossene Vertrag lief aus. Die Zusammenarbeit zwischen Richter und Hocke endete ebenfalls.
2004 veröffentlichte das Hamburger Abendblatt, im Rahmen der Krimi-Reihe „Schwarze Hefte“, Richters  Geschichte „Bully … Tod!“. (Band 56 der später nach Band 63 eingestellten Serie). In dem kurzen Regionalkrimi erzählt Richter die Geschichte über die Machenschaften eines Mannes, der während eines Eishockeyspiels zwischen den Hamburg  Freezers und den Detroit Red Wings vor 12.000 Zuschauern vom Hallendach der Barclaycard-Arena auf das Eis herabfällt und zerschellt. Da Richter nun ohne Verlagsvertrag dastand, baute er sich eine Existenz als freier Wirtschaftstexter auf.
Nach einer mehrjährigen Schreibpause trat Richter 2013 wieder literarisch in Erscheinung: Für das Hamburger Stadtteilmagazin „Duvenstedter Kreisel“, welches in einer Print-Auflage von 10.000 erscheint, verfasste er den Kurzkrimi „Endstation Brook“, in dessen Mittelpunkt eine Leiche im Naturschutzgebiet Duvenstedter Brook stand. Eine erweiterte Fassung der Geschichte veröffentlichte Richter 2014 als Print und E-Book im Selbstverlag. Später erschien die Geschichte als Hörbuch, veröffentlicht von der Hörbuchmanufaktur Berlin.
Ende 2014 brachte Richter den Mystery-Thriller „Tattoo“ als Selbstpublikation heraus. In diesem Krimi schreibt Richter über eine plötzlich über Nacht erschienene Tätowierung, die zwei entzweiten Hamburger Freunden einen Schwur abverlangt. Im Interview gab Richter an, nach einer Dekade ohne Veröffentlichungen bewusst auf die Verlagssuche verzichtet zu haben und stattdessen erneut bei Null zu beginnen. Zuvor hatte er sich die Rechte an seinen früheren Büchern von Droemer Knaur zurückgeholt, die er daraufhin überarbeitete und als E-Books – „Mobile“, „Ruhet. Sanft.“ (früher „Friede ihren Seelen“), sowie „Eis.Kalt.Tod!“ (vormals „Bully … Tod!“) – im Selbstverlag neu auflegte. „Mobile“ erzielte bei dieser Veröffentlichung rund 6.000 Verkäufe.
2018 schrieb Richter für den Duvenstedter Kreisel die Geschichte „Patricias Geheimnis“, über das rätselhafte Verschwinden eines Kindes auf einem Weihnachtsmarkt im Hamburger Alstertal. 2019 erschien eine erweiterte Fassung als Print-, E‑Book- und Hörbuchausgabe im Selbstverlag. Im selben Jahr veröffentlichte Richter zudem Tattoo in französischer Übersetzung (Le tatouage, Übersetzung: Jean-Philippe Gilbert) als Print und E‑Book.
Mit „Totes Feld“ verfasste Richter in 2020 die dritte Arbeit für den „Duvenstedter Kreisel“.  Hier erzählt Richter von einem unfruchtbaren Acker in den Walddörfern, der ein Geheimnis hütet. Im Frühjahr 2023 veröffentlichte Richter „Totes Feld“ als Print und eBook im Selbstverlag.
Richter ist bei der Kroschke Gruppe Beauftragter für Unternehmenskultur und verantwortet die interne Kommunikation.

## Privates
Richter lebt in Ahrensburg bei Hamburg, wo er auch als Trainer beim SSC Hagen tätig war. Er ist verheiratet und Vater von zwei Kindern.

## Veröffentlichungen
Mobile, Mystery-Thriller, Achilla Presse Verlagsbuchhandlung, 1999. ISBN 3-928398-56-3; Neuauflage unter Droemersche Verlagsanstalt Th. Knaur Nachf., 2003. ISBN 3-426-62220-3.
Friede ihren Seelen, Mystery-Thriller, Droemersche Verlagsanstalt Th. Knaur Nachf., 2004. ISBN 3-426-62221-1.
Bully …Tod!, Regionalkrimi, Reihe Schwarze Hefte, Hamburger Abendblatt, 2004. ISBN 3-921305-32-2.
Endstation Brook, Regionalkrimi, CreateSpace Independent Publishing Platform, 2014.
Tattoo, Mystery-Thriller, CreateSpace Independent Publishing Platform, 2014.
Patricias Geheimnis, Regionalkrimi, CreateSpace Independent Publishing Platform, 2019.
Le tatouage (französischsprachige Ausgabe von Tattoo), Mystery-Thriller, CreateSpace Independent Publishing Platform, 2019. ISBN 978-1-0922-8042-6.
Totes Feld, Mystery-Thriller, CreateSpace Independent Publishing Platform, 2023.